# Шлякбитраф

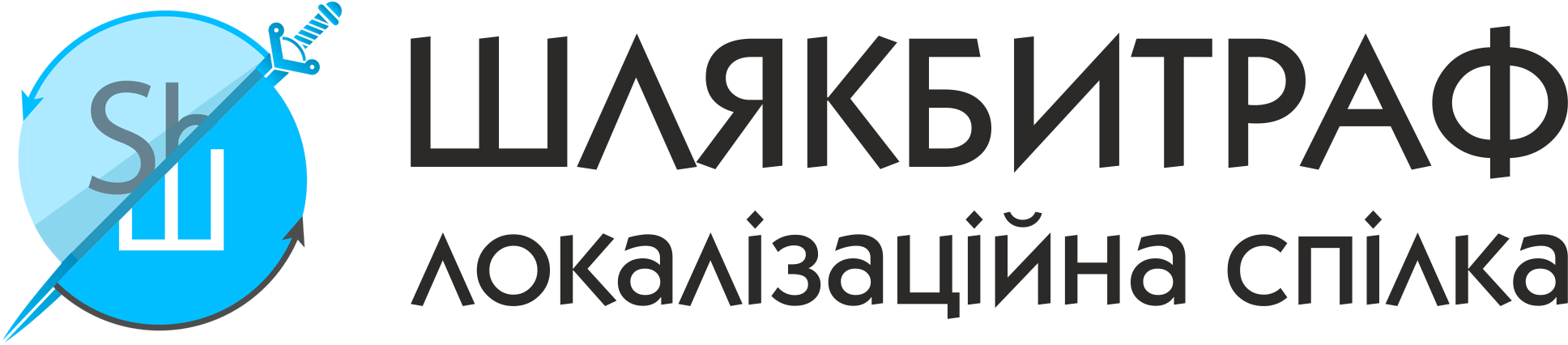
Старий логотип (до травня 2024)

«Шлякбитраф», або SBT Localization — українська перекладацька спілка, що працює над українською локалізацією комп'ютерних ігор і головною метою якої є популяризація української ігрової культури та просвітницька робота у цьому напрямі. Заснована спілка була у 2012 році, у 2018 році офіційно зареєстрована Громадська організація "Локалізаційна спілка «Шлякбитраф»". «Шлякбитраф» стала однією з перших спілок, що опікувалися проблемою офіційної локалізації ігор на українському ринку. Одним із головних принципів роботи спілки є офіційна співпраця з розробниками.

## Історія
Локалізаційну спілку було утворено 2012 року, під час роботи над волонтерською українською локалізацією гри Baldur's Gate: Enhanced Edition. Засновником команди став Ігор Солодрай, він же і дав назву команді. Назва «Шлякбитраф» походить від відомого польського вислову, який має німецьке коріння («schlag treffen»). Хоч там як, а самі шлякбитрафівці вважають, що слова можуть бути сказані з різним значенням, а тому трактують свою назву як «Шляхетно та влучно».
Після закінчення роботи над Baldur's Gate: Enhanced Edition були ще зроблені неофіційні переклади Bastion та King's Bounty: Crossworlds, та з 2015 року було прийняте рішення зосередитися на офіційних локалізаціях із підтримкою від розробників.
З 2016 року спілка також почала займатися перекладом творів різної величини та обсягу. У доробку Шлякбитрафу значаться переклади Абрагама Меррітта, Джорджа Макдональда та Террі Пратчетта.
З 2020 року спілка почала співпрацю з видавництвами MAL'OPUS та Vovkulaka щодо перекладу українською артбуків по відеоіграх різних жанрів.
28 січня 2021 року Національна комісія зі стандартів державної мови запросила представників спілки до участі в круглому столі «Стандартування відеоігрової термінології».

## Локалізовані проєкти

### Ігри
1. Baldur's Gate: Enhanced Edition
2. Metro: 2033 Redux
3. Metro: Last Light Redux
4. Cradle
5. The Stanley Parable
6. Hand of Fate
7. Blues and Bullets
8. Bravada
9. Bastion
10. King's Bounty: Crossworlds
11. Endless TD
12. HabitRPG
13. Insurgency
14. Day of Infamy
15. ReSize
16. Gone Home
17. Loner
18. Arktika.1
19. Ruiner
20. Ash of Gods
21. FTL: Faster Than Light
22. Grimmwood – They Come at Night
23. Baldur's Gate: Siege of Dragonspear
24. Summer Catchers (редагування)
25. Curious Expedition
26. The Sinking City
27. Naval Action
28. Tales From Windy Meadow
29. Streets of Rage 4
30. Kingdom Come: Deliverance
31. This Land is My Land
32. Darkest Dungeon
33. Baldur's Gate III
34. Sherlock Holmes: Chapter One
35. Sherlock Holmes: The Awakened
36. The Testament of Sherlock Holmes
37. Tales of the Neon Sea
38. The Stanley Parable: Ultra Deluxe
39. Cyberpunk 2077: Ілюзія свободи
40. S.T.A.L.K.E.R. 2: Серце Чорнобиля
41. Stronghold: Definitive Edition

### Програми
1. AppLock — Fingerprint